# Nasskeime
Nasskeime (auch als Feuchtkeime, Wasserkeime, Pfützenkeime oder Hospitalismuskeime bezeichnet) werden Bakterien genannt, die sich auch mit geringen Nährstoffangebot vorwiegend in feuchten Umgebungen vermehren. Wie bei anderen Bakteriengruppen auch, können einige Arten Resistenzen gegen Desinfektionsmittel entwickeln oder erwerben. Dies wird dann problematisch, wenn die Art gleichzeitig eine Pathogenität gegen Menschen aufweist.
Von den Pathogenen sind u. a. Pseudomonas aeruginosa, Proteus sp., Klebsiella sp., Acinetobacter sp. und Stenotrophomonas maltophilia am bekanntesten. Sie lassen sich in Waschbeckenabflüssen, Gullys und niedrig konzentrierten Desinfektionsmitteln oder Shampoos finden. Der Erreger der Legionellose,  Legionella pneumophila, vermehrt sich in Warmwasserleitungen, insbesondere bei Temperaturen knapp unter 50 °C.